# Dan Boren
Pour les articles homonymes, voir Boren.
Daniel David Boren dit Dan Boren, né le 2 août 1973 à Shawnee (Oklahoma), est un homme politique américain. Membre du Parti démocrate, il est élu de l'Oklahoma à la Chambre des représentants des États-Unis de 2005 à 2013.

## Biographie
Dan Boren est issu d'une famille d'hommes politiques : son père David Boren a été gouverneur de l'Oklahoma (1974-1979) puis sénateur (1979-1994) et son grand-père Lyle Boren (en) a servi au Congrès (1937-1947). Il est diplômé de la Texas Christian University en 1997 et d'un MBA de l'université de l'Oklahoma en 2001.
Après un mandat à la Chambre des représentants de l'Oklahoma (en) (2002-2004), Boren se présente à la Chambre des représentants fédérale en 2004. Dans le 2e district de l'Oklahoma, il est élu représentant des États-Unis avec 65,9 % des suffrages face au républicain Wayland Smalley. Il est réélu avec plus de 70 % des voix en 2006 et 2008, année où son district vote à 66 % pour le républicain John McCain à la présidentielle. Lors de la vague républicaine de 2010, il est reconduit par 56,5 % des électeurs face à Charles Thompson, peu connu,.
Durant son mandat, Boren est un démocrate conservateur. En 2013, il est classé par National Review comme le représentant démocrate le plus conservateur. Il vote souvent contre sa propre majorité et le président Barack Obama. Dans le domaine de l'environnement et l'énergie, il défend les producteurs de gaz naturel (dont il est proche) et s'oppose à la régulation de la fracturation hydraulique. 
Boren choisit de ne pas se représenter en 2012. Il devient président du développement des entreprises au sein de la Nation Chickasaw.  

## Historique électoral
| Année | Dan Boren | Républicain |
| ----- | --------- | ----------- |
| Année |           |             |
| 2004  | 65,9 %    | 34,1 %      |
| 2006  | 72,7 %    | 27,3 %      |
| 2008  | 70,5 %    | 29,5 %      |
| 2010  | 56,5 %    | 43,5 %      |